# Białkówka
Białkówka – przysiółek wsi Moderówka w Polsce położony w województwie podkarpackim, w powiecie krośnieńskim, w gminie Jedlicze.
W latach 1975–1998 przysiółek administracyjnie należał do województwa krośnieńskiego.